# World Padel Tour 2017
 (novembre 2023).
La mise en forme du texte ne suit pas les recommandations de Wikipédia : il faut le « wikifier ».
Les points d'amélioration suivants sont les cas les plus fréquents :
- Les titres sont pré-formatés par le logiciel. Ils ne sont ni en capitales, ni en gras.
- Le texte ne doit pas être écrit en capitales (les noms de famille non plus), ni en gras, ni en italique, ni en « petit »…
- Le gras n'est utilisé que pour surligner le titre de l'article dans l'introduction, une seule fois.
- L'italique est rarement utilisé : mots en langue étrangère, titres d'œuvres, noms de bateaux, etc.
- Les citations ne sont pas en italique mais en corps de texte normal. Elles sont entourées par des guillemets français : « et ».
- Les listes à puces sont à éviter, des paragraphes rédigés étant largement préférés. Les tableaux sont à réserver à la présentation de données structurées (résultats, etc.).
- Les appels de note de bas de page (petits chiffres en exposant, introduits par l'outil «  Source ») sont à placer entre la fin de phrase et le point final[comme ça].
- Les liens internes (vers d'autres articles de Wikipédia) sont à choisir avec parcimonie. Créez des liens vers des articles approfondissant le sujet. Les termes génériques sans rapport avec le sujet sont à éviter, ainsi que les répétitions de liens vers un même terme.
- Les liens externes sont à placer uniquement dans une section « Liens externes », à la fin de l'article. Ces liens sont à choisir avec parcimonie suivant les règles définies. Si un lien sert de source à l'article, son insertion dans le texte est à faire par les notes de bas de page.
- La présentation des références doit suivre les conventions bibliographiques. Il est recommandé d'utiliser les modèles {{Ouvrage}}, {{Chapitre}}, {{Article}}, {{Lien web}} et/ou {{Bibliographie}}. Le mode d'édition visuel peut mettre en forme automatiquement les références.
- Insérer une infobox (cadre d'informations à droite) n'est pas obligatoire pour parachever la mise en page.

Pour une aide détaillée, merci de consulter Aide:Wikification.
Si vous pensez que ces points ont été résolus, vous pouvez retirer ce bandeau et améliorer la mise en forme d'un autre article.
Navigation
World Padel Tour 2016 World Padel Tour 2018
Le World Padel Tour 2017 est la sixième édition du circuit professionnel de padel World Padel Tour, fondé en 2013. Cette édition s'est déroulée tout au long de l'année 2017, regroupant 23 tournois de catégories masculines et féminines.

## Calendrier
Les tournois se partagent en trois catégories, répartissant de manière différente les points :
- Master
- Open
- Challenger

Le calendrier de cette saison 2017 a été dévoilé le 11 février, et introduit de nouveaux pays inédits sur le circuit World Padel Tour, avec un Master aux États-Unis (à Miami), un Open en Andorre (à Andorre-la-Vieille), et des Challengers en Suède (à Helsingborg) et en France (à Marseille), portant cette édition à sept pays différents. En revanche, le Master de Monaco présent lors des deux précédentes éditions n'a pas été reconduit.
A la fin de l'année se déroule le Master Final, réunissant les 16 meilleurs joueurs et joueuses de l’année au classement Race du WPT.
Le calendrier de l'année 2017 est le suivant :
| Tournoi                                | Ville                        | Pays       | Dates                       | Ref    |
| -------------------------------------- | ---------------------------- | ---------- | --------------------------- | ------ |
| Santander Open                         | Santander                    | Espagne    | 27 mars - 2 avril           | [ 4 ]  |
| Joma Memorial José Martínez Challenger | Pilar de la Horadada         | Espagne    | 8 avril - 15 avril          | [ 5 ]  |
| Miami Master                           | Miami                        | États-Unis | 26 avril - 30 avril         | [ 6 ]  |
| La Coruña Open                         | La Corogne                   | Espagne    | 10 mai - 14 mai             | [ 7 ]  |
| Lisboa Challenger                      | Lisbonne                     | Portugal   | 24 mai - 28 mai             | [ 8 ]  |
| Barcelona Master                       | Barcelone                    | Espagne    | 30 mai - 4 juin             | [ 9 ]  |
| Joma Cabrera de Mar Challenger         | Cabrera de Mar               | Espagne    | 10 juin - 16 juin           | [ 10 ] |
| Joma Madrid Challenger                 | San Sebastián de los Reyes   | Espagne    | 11 juin - 18 juin           | [ 11 ] |
| Valladolid Open                        | Valladolid                   | Espagne    | 18 juin - 25 juin           | [ 12 ] |
| Joma Murcia Challenger                 | Murcie                       | Espagne    | 25 juin - 2 juillet         | [ 13 ] |
| Mijas Open                             | Mijas                        | Espagne    | 5 juillet - 9 juillet       | [ 14 ] |
| Gran Canaria Open                      | Las Palmas de Grande Canarie | Espagne    | 24 juillet - 30 juillet     | [ 15 ] |
| Alicante Open                          | Alicante                     | Espagne    | 23 août - 27 août           | [ 16 ] |
| Helsingborg Challenger                 | Helsingborg                  | Suède      | 29 août - 3 septembre       | [ 17 ] |
| Sevilla Open                           | Séville                      | Espagne    | 5 septembre - 10 septembre  | [ 18 ] |
| Marseille Challenger                   | Marseille                    | France     | 10 septembre - 17 septembre | [ 19 ] |
| Portugal Master                        | Lisbonne                     | Portugal   | 18 septembre - 24 septembre | [ 20 ] |
| Andorra Open                           | Andorre-la-Vieille           | Andorre    | 25 septembre - 1er octobre  | [ 21 ] |
| Granada Open                           | Espagne                      | Espagne    | 11 octobre - 15 octobre     | [ 22 ] |
| Zaragoza Open                          | Saragosse                    | Espagne    | 22 octobre - 29 octobre     | [ 23 ] |
| Buenos Aires Master                    | Buenos Aires                 | Argentine  | 6 novembre - 12 novembre    | [ 24 ] |
| Euskadi Open                           | Bilbao                       | Espagne    | 20 novembre - 26 novembre   | [ 25 ] |
| Madrid Master Final                    | Madrid                       | Espagne    | 14 décembre - 17 décembre   | [ 26 ] |

## Résultats

### Compétition masculine
| Master       |
| Open         |
| Challenger   |
| Master Final |

| Tournoi                      | Vainqueurs                          | Finalistes                         | Résultat        | Refs.  |
| ---------------------------- | ----------------------------------- | ---------------------------------- | --------------- | ------ |
| Santander                    | Paquito Navarro Sanyo Gutiérrez     | Fernando Belasteguín Pablo Lima    | 4-6 / 6-4 / 7-6 |        |
| Pilar de la Horadada         | Álvaro Cepero Franco Stupaczuk      | Jordi Muñoz Pablo Lijó             | 6-4 / 6-7 / 6-3 | [ 27 ] |
| Miami                        | Paquito Navarro Sanyo Gutiérrez     | Fernando Belasteguín Pablo Lima    | 7-6 / 6-3       |        |
| La Corogne                   | Fernando Belasteguín Pablo Lima     | Paquito Navarro Sanyo Gutiérrez    | 7-5 / 6-3       |        |
| Lisbonne                     | Gonzalo Díaz Luciano Capra          | Alejandro Ruiz Sebastián Nerone    | 6-4 / 6-4       | [ 28 ] |
| Barcelone                    | Fernando Belasteguín Pablo Lima     | Paquito Navarro Sanyo Gutiérrez    | 6-3 / 6-1       |        |
| Cabrera de Mar               | Pablo Lijó Guillermo Lahoz          | José Antonio García Martín Sánchez | 6-0 / 7-5       | [ 29 ] |
| San Sebastián de los Reyes   | Gonzalo Díaz Luciano Capra          | Alejandro Galán Juan Cruz Belluati | 6-4 / 6-2       | [ 30 ] |
| Valladolid                   | Paquito Navarro Sanyo Gutiérrez     | Fernando Belasteguín Pablo Lima    | ab.             |        |
| Murcie                       | Jordi Muñoz Federico Quiles         | Javier Concepción Alejandro Ruiz   | 6-3 / 7-6       | [ 31 ] |
| Mijas                        | Franco Stupaczuk Cristián Gutiérrez | Matías Díaz Maxi Sánchez           | 5-7 / 6-4 / 6-4 | [ 32 ] |
| Las Palmas de Grande Canarie | Franco Stupaczuk Cristián Gutiérrez | Matías Díaz Maxi Sánchez           | 7-5 / 6-1       |        |
| Alicante                     | Fernando Belasteguín Pablo Lima     | Paquito Navarro Sanyo Gutiérrez    | 6-3 / 3-6 / 6-3 |        |
| Helsingborg                  | Matías Marina Javier Concepción     | Ramiro Moyano Maximiliano Grabiel  | 6-4 / 6-1       | [ 33 ] |
| Séville                      | Paquito Navarro Sanyo Gutiérrez     | Fernando Belasteguín Pablo Lima    | 6-4 / 6-2       |        |
| Marseille                    | Germán Tamame Ignacio González      | Maximiliano Grabiel Ramiro Moyano  | 6-2 / 6-0       | [ 34 ] |
| Lisbonne                     | Fernando Belasteguín Pablo Lima     | Paquito Navarro Sanyo Gutiérrez    | 6-2 / 1-6 / 6-1 |        |
| Andorre-la-Vieille           | Paquito Navarro Sanyo Gutiérrez     | Fernando Belasteguín Pablo Lima    | 3-6 / 6-4 / 6-4 |        |
| Grenade                      | Fernando Belasteguín Pablo Lima     | Paquito Navarro Sanyo Gutiérrez    | 7-6 / 6-1       |        |
| Saragosse                    | Fernando Belasteguín Pablo Lima     | Matías Díaz Maxi Sánchez           | 6-4 / 6-2       |        |
| Buenos Aires                 | Fernando Belasteguín Pablo Lima     | Paquito Navarro Sanyo Gutiérrez    | 6-1 / 7-6       |        |
| Bilbao                       | Matías Díaz Maxi Sánchez            | Fernando Belasteguín Pablo Lima    | 7-6 / 4-6 / 6-1 |        |
| Madrid Master Final          | Fernando Belasteguín Pablo Lima     | Matías Díaz Maxi Sánchez           | 6-3 / 6-2       |        |

### Compétition féminine
| Master       |
| Open         |
| Challenger   |
| Master Final |

| Tournoi                      | Vainqueurs                                | Finalistes                          | Résultat                       | Refs.                          |
| ---------------------------- | ----------------------------------------- | ----------------------------------- | ------------------------------ | ------------------------------ |
| Santander                    | Marta Ortega Ariana Sánchez               | Elisabet Amatriain Patricia Llaguno | 6-4 / 7-6                      | [ 35 ]                         |
| Miami                        | Tournoi exclusivement masculin            | Tournoi exclusivement masculin      | Tournoi exclusivement masculin | Tournoi exclusivement masculin |
| La Corogne                   | Mapi Sánchez Alayeto Majo Sánchez Alayeto | Marta Marrero Alejandra Salazar     | 6-4 / 6-2                      | [ 36 ]                         |
| Lisbonne                     | Tournoi exclusivement masculin            | Tournoi exclusivement masculin      | Tournoi exclusivement masculin | Tournoi exclusivement masculin |
| Barcelone                    | Mapi Sánchez Alayeto Majo Sánchez Alayeto | Lucía Sainz Gemma Triay             | 6-4 / 3-6 / 6-1                |                                |
| Cabrera de Mar               | Tournoi exclusivement masculin            | Tournoi exclusivement masculin      | Tournoi exclusivement masculin | Tournoi exclusivement masculin |
| San Sebastián de los Reyes   | Tournoi exclusivement masculin            | Tournoi exclusivement masculin      | Tournoi exclusivement masculin | Tournoi exclusivement masculin |
| Valladolid                   | Mapi Sánchez Alayeto Majo Sánchez Alayeto | Marta Marrero Alejandra Salazar     | 7-6 / 4-5, ab.                 |                                |
| Murcie                       | Ariana Sánchez Marta Ortega               | Carolina Navarro Cecilia Reiter     | 6-2 / 6-4                      | [ 31 ]                         |
| Mijas                        | Mapi Sánchez Alayeto Majo Sánchez Alayeto | Marta Marrero Cata Tenorio          | 6-2 / 7-6                      | [ 37 ]                         |
| Las Palmas de Grande Canarie | Tournoi exclusivement masculin            | Tournoi exclusivement masculin      | Tournoi exclusivement masculin | Tournoi exclusivement masculin |
| Alicante                     | Mapi Sánchez Alayeto Majo Sánchez Alayeto | Marta Marrero Cata Tenorio          | 6-3 / 7-6                      |                                |
| Helsingborg                  | Tournoi exclusivement masculin            | Tournoi exclusivement masculin      | Tournoi exclusivement masculin | Tournoi exclusivement masculin |
| Séville                      | Mapi Sánchez Alayeto Majo Sánchez Alayeto | Marta Marrero Cata Tenorio          | 6-3 / 6-1                      |                                |
| Marseille                    | Tournoi exclusivement masculin            | Tournoi exclusivement masculin      | Tournoi exclusivement masculin | Tournoi exclusivement masculin |
| Lisbonne                     | Tournoi exclusivement masculin            | Tournoi exclusivement masculin      | Tournoi exclusivement masculin | Tournoi exclusivement masculin |
| Andorre-la-Vieille           | Mapi Sánchez Alayeto Majo Sánchez Alayeto | Marta Marrero Cata Tenorio          | 6-4 / 6-1                      |                                |
| Grenade                      | Lucía Sainz Gemma Triay                   | Marta Marrero Cata Tenorio          | 6-2 / 6-4                      |                                |
| Saragosse                    | Lucía Sainz Gemma Triay                   | Elisabet Amatriain Patricia Llaguno | 6-4 / 3-6 / 7-5                | [ 38 ]                         |
| Buenos Aires                 | Tournoi exclusivement masculin            | Tournoi exclusivement masculin      | Tournoi exclusivement masculin | Tournoi exclusivement masculin |
| Bilbao                       | Mapi Sánchez Alayeto Majo Sánchez Alayeto | Lucía Sainz Gemma Triay             | 6-3 / 6-3                      |                                |
| Madrid Master Final          | Mapi Sánchez Alayeto Majo Sánchez Alayeto | Marta Ortega Ariana Sánchez         | 7-5 / 7-5                      |                                |

## Classement final
Ci-dessous les classements du circuit World Padel Tour à la fin de la saison 2017, après le dernier tournoi.

### Classement individuel masculin
| N.º | Nom                  | Points |
| --- | -------------------- | ------ |
| 1   | Fernando Belasteguín | 14.600 |
| 1   | Pablo Lima           | 14.600 |
| 3   | Sanyo Gutiérrez      | 11.965 |
| 3   | Paquito Navarro      | 11.965 |
| 5   | Matías Díaz          | 8.060  |
| 5   | Maxi Sánchez         | 8.060  |
| 7   | Franco Stupaczuk     | 6.400  |
| 8   | Cristián Gutiérrez   | 6.280  |
| 9   | Miguel Lamperti      | 4.320  |
| 10  | Alejandro Galán      | 3.409  |
| 10  | Juan Cruz Belluati   | 3.409  |
| 12  | Juani Mieres         | 3.220  |
| 13  | Gonzalo Díaz         | 2.815  |
| 13  | Luciano Capra        | 2.815  |
| 15  | Álvaro Cepero        | 2.730  |

### Classement individuel féminin
| N.º | Nom                  | Points |
| --- | -------------------- | ------ |
| 1   | Majo Sánchez Alayeto | 11.420 |
| 1   | Mapi Sánchez Alayeto | 11.420 |
| 3   | Marta Marrero        | 6.965  |
| 4   | Gemma Triay          | 6.785  |
| 4   | Lucía Sainz          | 6.785  |
| 6   | Catalina Tenorio     | 6.175  |
| 7   | Ariana Sánchez       | 4.930  |
| 7   | Marta Ortega         | 4.930  |
| 9   | Elisabet Amatriaín   | 4.700  |
| 9   | Patricia Llaguno     | 4.700  |
| 11  | Victoria Iglesias    | 3.290  |
| 12  | Teresa Navarro       | 2.455  |
| 13  | Carolina Navarro     | 2.440  |
| 13  | Cecilia Reiter       | 2.440  |
| 15  | Alejandra Salazar    | 2.170  |